# Литотерапия
Литотерапи́я, также камнелече́ние (от греч. λίθος — камень, θεραπεία — лечение) — один из методов альтернативной медицины, лечение с использованием камней. Литотерапия определяется как пример псевдонаучной теории в медицине.

## Описание
Это нетрадиционная медицинская практика, основанная на совокупности исторически и концептуально разрозненных субъективных представлений о терапевтических свойствах минералов и камней. Литотерапия не основывается на научных исследованиях, но несмотря на это она нашла большое число фанатов и поклонников, убеждённых в том, что каждый камень имеет некие свойства воздействия на одну или несколько сторон душевного или физического состояния человеческого организма. Литотерапевтами утверждается, что каждый камень обладает некими «вибрациями и излучениями», соответствующими «вибрациям и излучениям» человеческих органов, благодаря чему якобы идёт воздействие на физическое, ментальное, астральное и кармическое тела и может происходить исцеление.
Под литотерапией понимают любое использование минералов, природных и синтетических камней (минералы, кристаллы, драгоценные камни, изделия из камня и ювелирные украшения, твёрдые горные породы, материал раковин современных моллюсков, перламутр и жемчуг, окаменелости вымерших животных и др.) с целью их воздействия на организм или сознание человека.
Литотерапия включает в себя минералотерапию, кристаллотерапию, металлотерапию, геммотерапию, стоунтерапию, воздействие камнями либо изделиями из них на чакры, массаж кристаллами и друзами, т. наз. «астроминералогию» и другие.
Разновидностью литотерапии является радионика, использующая кроме камней электрические устройства.